# Бад-Леонфельден
Бад-Леонфельден (нім. Bad Leonfelden) — місто в Австрії, у федеральній землі Верхня Австрія. Входить до складу округу Урфар. Населення станом на 2018 рік становить 4180 осіб. Займає площу 40 км2. Офіційний код — 41 603.

## Географія
Центр Бад-Леонфельдена розташований за 28 км на північ від Лінца і за 6 км на південь від державного кордону з Чехією.
Муніципальна територія займає площу 40,33 км2, у найширшій частині — 6,6 кілометра зі сходу на захід і 10,7 кілометра з півночі на південь.
Найвища точка розташована на східному схилі Штернштайна, на висоті приблизно 970 м над рівнем моря, неподалік від села Оберштерн, а найнижча точка — на висоті приблизно 675 м над рівнем моря, неподалік від кордону з селом Шенау в муніципалітеті Цвіттль-ан-дер-Родль.
Бад-Леонфельден розташований на Гранітно-Гнейсовому плато, австрійській частині Богемського масиву.